# Копонекс
Копонекс (фр. Copponex) насеље је и општина у источној Француској у региону Рона-Алпи, у департману Горња Савоја која припада префектури Сен Жилијен ан Женвоа.
По подацима из 2011. године у општини је живело 901 становника, а густина насељености је износила 97,83 становника/km². Општина се простире на површини од 9,21 km². Налази се на средњој надморској висини од 576 метара (максималној 1.010 m, а минималној 415 m).

## Демографија
| 1962. | 1968. | 1975. | 1982. | 1990. | 1999. | 2011. |
| ----- | ----- | ----- | ----- | ----- | ----- | ----- |
| 244   | 278   | 342   | 392   | 459   | 621   | 901   |

График промене броја становника у току последњих година